# Четатеа (Констанца)
Четатеа (рум. Cetatea) насеље је у Румунији у округу Констанца у општини Добромир. Oпштина се налази на надморској висини од 89 m.

## Становништво
Према подацима из 2002. године у насељу је живело 241 становника, од којих су сви румунске националности.